# Koren Grieveson
Koren Grieveson es una chef angoleña estadounidense que ha aparecido en varios programas de televisión de cocina.

## Trayectoria
Grieveson nació en Luanda donde su padre trabajaba en la industria avícola. Se mudaron a diferentes países del mundo antes de establecerse en Glastonbury de Connecticut . Se alistó en el ejército donde sirvió durante ocho años. Cuando se licenció, hizo el catering de bandas de rock en Nueva York, en Lollapalooza y a bandas que estaban de gira. Terminó graduándose en el Instituto Culinario de América (CIA). Trabajó en varios restaurantes de todo el país antes de convertirse en chef ejecutiva de Resto en la ciudad de Nueva York. 
Apareció en el programa Top Chef (temporada 4 como juez) y en Iron Chef America (temporada 7 como concursante).
Se comprometió con la también chef Anne Burrell, en 2012 en la isla de Vieques en Puerto Rico. Burrell anunció públicamente su compromiso el 31 de diciembre de 2012; sin embargo, no se casaron y finalmente se separaron.

## Reconocimientos
- La revista Food & Wine la nombró Mejor Chef Revelación en 2008 [2]
- En 2010 recibió el Premio Fundación James Beard como Mejor Chef de los Grandes Lagos[4] por su trabajo en Avec en Chicago.[1]